# Mateusz Ewangelista

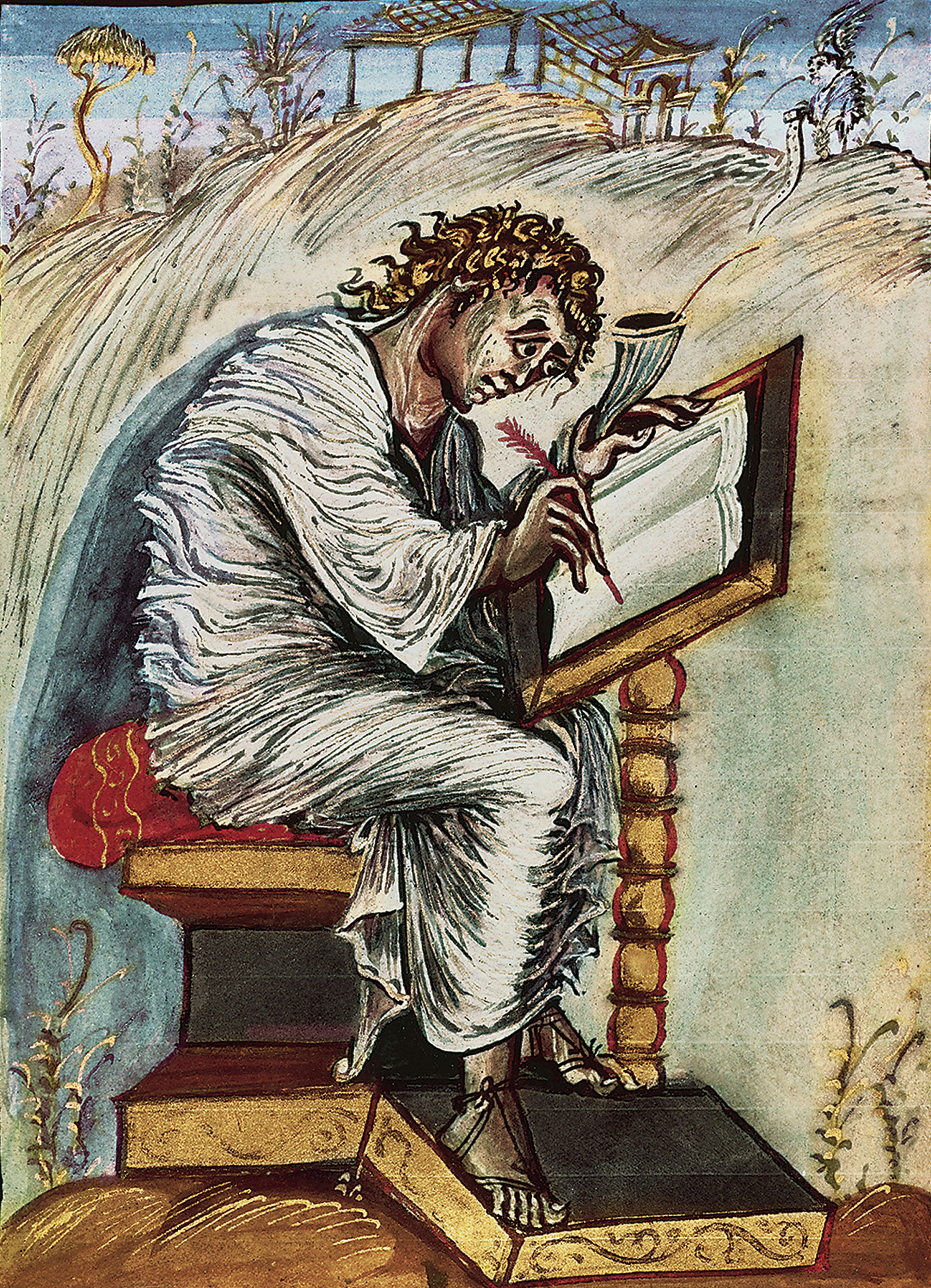
Mateusz Ewangelista z „Ewangeliarza Ebbona" (IX wiek).

Mateusz Ewangelista, Mateusz Lewi, (hebr. ‏מתיו האוונגליסט‎, gr. Ματθαίος ο Ευαγγελιστής, cs. Евангелист Матфей) – według Nowego Testamentu celnik z Kafarnaum, później jeden z dwunastu apostołów Jezusa Chrystusa, według tradycji autor pierwszej Ewangelii, uznawany za męczennika, świętego kościołów: katolickiego, anglikańskiego, ewangelickiego, ormiańskiego, koptyjskiego i prawosławnego.

## Życiorys
Ewangelista Marek podaje, że Mateusz miał jeszcze drugie imię Lewi i że jego ojcem był Alfeusz. Imię Mateusz pochodzi od hebrajskiego imienia Mattaj lub Mattanja, co oznacza „dar Jahwe”. Mateusz pochodził z Nazaretu w Galilei. Zgodnie z pierwszymi polskojęzycznymi tłumaczeniami Biblii, a także i dziś, tradycyjnie określa się go mianem „celnika”; uwzględniając jednak dzisiejsze rozumienie pojęcia „cło” (opłata nakładana na towary w związku z ich wywozem i przywozem przez granice państwa), określenie to jest nieprawidłowe – w obecnym rozumieniu był on poborcą podatkowym w Kafarnaum (jednym z większych handlowych miasteczek nad jeziorem Genezaret). Żydzi pogardzali celnikami, ponieważ ściągali oni opłaty na rzecz Rzymian. Ich pracę rozumiano jako wysługiwanie się okupantom. Celnicy byli także uważani za żądnych zysku i nieuczciwie czerpiących korzyści z zajmowanego stanowiska. Uważano ich za grzeszników i traktowano jak pogan. Przebywający wśród celników wyznawca judaizmu stawał się nieczysty i musiał poddawać się przepisowym obmyciom.
Mateusz napisał Ewangelię dla wyznawców judaizmu oraz dla chrześcijan, którzy nawrócili się z judaizmu. Myślą przewodnią jego Ewangelii jest wypełnienie się wszystkich proroctw mesjańskich Starego Testamentu w osobie, życiu, czynach i nauce Jezusa – Jezus jest więc Mesjaszem, a założony przez Niego Kościół to prawdziwe królestwo mesjańskie.
Nie wiadomo, gdzie i w jaki sposób zmarł apostoł. Według niektórych poniósł śmierć męczeńską w Etiopii, stając w obronie konsekrowanego dziewictwa św. Ifigenii. Według innych został ścięty mieczem w Persji. Historiografia cerkiewna podaje jako datę jego śmierci rok 60, chociaż jest ona tylko przybliżona. Od X wieku jego grób znajduje się w Salerno we Włoszech.

## Dzień obchodów
Święto liturgiczne w Kościele katolickim, ewangelickim i anglikańskim obchodzone jest 21 września.
Cerkiew prawosławna i Kościół ormiański wspominają apostoła dwukrotnie:
- 16/29 listopada[9], tj. 29 listopada według kalendarza gregoriańskiego,
- 30 czerwca/13 lipca, tj. 13 lipca (Sobór dwunastu apostołów)[8].

Koptyjski Kościół Ortodoksyjny, który posiada własny kalendarz podzielony na 13 miesięcy, wspomina apostoła 9 i 18 października.

## Patronat
Apostoł Mateusz jest patronem: celników, poborców podatkowych, komorników, księgowych, urzędników finansowych, bankowców. Tak jak inni ewangeliści apostoł Mateusz uważany jest za patrona rodziny. Jest również patronem Kapituły Kolegiackiej Pułtuskiej (diecezja płocka).

## Ikonografia
W ikonografii św. Mateusz przedstawiany był w postaci młodzieńca, później – zwłaszcza w sztuce bizantyńskiej, jako siwowłosy, stary mężczyzna.
Ukazywany jest z księgą Ewangelii w ręku, w towarzystwie uskrzydlonej postaci ludzkiej. Jest to nawiązanie do wizji proroka Ezechiela (Ez 1) i Apokalipsy (Ap 4) – symbolu człowieka, ponieważ swoją Ewangelię rozpoczyna od genealogii Jezusa. Owa postać często mylona jest z aniołem. Czasem przedstawia się go z mieczem w ręku, gdyż według podania miał ponieść śmierć od miecza.
Na wizerunkach czterech ewangelistów, znajdujących się m.in. w każdej prawosławnej świątyni na królewskich wrotach, najczęściej ukazywany jest w postawie siedzącej, rzadko jednak medytuje, częściej zaś pisze.
Atrybuty
Jego atrybutami są: topór, lanca, księga i pióro, miecz lub halabarda, postać uskrzydlonego młodzieńca, sakwa z pieniędzmi u stóp, torba podróżna.

## Heraldyka
Wizerunki św. Mateusza występują również w herbach miast i gmin m.in. Alcalá de Guadaíra w prow. Sewilli (Hiszpania) i w herbie gminy Rząśnia (obok ap. Macieja).